# Teteven
Teteven là một thị trấn thuộc tỉnh Lovech, Bungaria. Dân số thời điểm năm 2011 là 9686 người.

## Dân số
Dân số trong giai đoạn 2004-2011 được ghi nhận như sau:
| Năm | 2004  | 2005  | 2006  | 2007  | 2008  | 2009  | 2010  | 2011 |
| --- | ----- | ----- | ----- | ----- | ----- | ----- | ----- | ---- |
| Dân số | 10995 | 10954 | 10870 | 10713 | 10706 | 10613 | 10429 | 9686 |
| From the year 1962 on: No double counting—residents of multiple communes (e.g. students and military personnel) are counted only once. |       |       |       |       |       |       |       |      |